# Gerd Truntschka
Gerd Truntschka (* 10. September 1958 in Landshut) ist ein ehemaliger deutscher Eishockeyspieler und derzeitiger Unternehmer. Er konnte zu seiner aktiven Zeit die Rekordanzahl von 943 Torvorlagen verbuchen, war fünfmal Spieler des Jahres (ebenfalls Rekord) und gilt gemeinhin als einer der besten deutschen Spieler der Geschichte.

## Eishockeykarriere
Der Mittelstürmer Gerd Truntschka galt zu seiner aktiven Zeit als einer der technisch besten deutschen Spieler und bildete zusammen mit seinem Sturmpartner Dieter Hegen ab 1986 für lange Jahre eines der erfolgreichsten Spieler-Duos des deutschen Eishockeys. In diesem Duo lieferte Center Truntschka zumeist die Vorlagen, die Hegen in Tore verwandelte. Beim NHL Amateur Draft 1978 wurde Truntschka von den St. Louis Blues an Position 200 gezogen.
Truntschka spielte von der Saison 1975/1976 bis 1978/1979 für seinen Heimatverein EV Landshut. Zwischen 1979/1980 und 1988/1989 spielte er für den Kölner EC. Mit dem Kölner EC wurde Truntschka insgesamt viermal Deutscher Eishockeymeister und zweimal Bundesliga-Topscorer. Gemeinsam mit Hegen wechselte Trunschka zu Beginn der Eishockey-Saison 1989/1990 zur Düsseldorfer EG und spielte dort bis zur Saison 1991/1992. Hierbei errang er drei Meistertitel. Anschließend spielte er noch für zwei Jahre für den EC Hedos München. Dort beendete Truntschka nach der Saison 1993/1994 mit seinem achten Meistertitel seine Karriere.
Insgesamt absolvierte Gerd Truntschka 858 Erstligaspiele (inklusive Playoffs) und 215 Spiele in der deutschen Nationalmannschaft. In der Bundesliga erzielte er 1.420 Scorerpunkte und damit die zweitmeisten Punkte nach Erich Kühnhackl, der lediglich acht Punkte mehr aufzuweisen hat. Bezüglich Vorlagen war in Deutschland niemand besser als Gerd Truntschka, hier erzielte er 943 Assists. Neben den acht Meistertiteln war er fünf Mal Spieler des Jahres und zweifacher Bundesliga-Scorerkönig.
In der deutschen Eishockeynationalmannschaft – dort war er langjähriger Mannschaftskapitän – erzielte Truntschka in 215 Spielen 51 Tore. Er war Mitglied im All-Star Team der WM 1987.
Nach seinem Rücktritt zog sich Truntschka gänzlich vom Eishockey zurück und verschwand aus der Öffentlichkeit bis auf gelegentliche Teilnahmen an Spielen der hobbymäßig organisierten Traditionsmannschaft des EV Landshut.

### Erfolge und Auszeichnungen
- 5 × Spieler des Jahres (1984, 1987, 1988, 1990 und 1991)[1]
- Die meisten Assists der Bundesligageschichte (944)
- 8 × Deutscher Meister (1984, 1986, 1987, 1988, 1990, 1991, 1992, 1994)
- 9 × Teilnahme A-Weltmeisterschaft
- Wahl ins All-Star-Team bei der Weltmeisterschaft 1987
- Olympiateilnahme (Lake Placid 1980, Sarajewo 1984, Calgary 1988, Albertville 1992)

## Karrierestatistik
(Legende zur Spielerstatistik: Sp oder GP = absolvierte Spiele; T oder G = erzielte Tore; V oder A = erzielte Assists; Pkt oder Pts = erzielte Scorerpunkte; SM oder PIM = erhaltene Strafminuten; +/− = Plus/Minus-Bilanz; PP = erzielte Überzahltore; SH = erzielte Unterzahltore; GW = erzielte Siegtore; 1 Play-downs/Relegation; Kursiv: Statistik nicht vollständig)

## Karriere als Unternehmer
Bereits Anfang der 1980er Jahre beschäftigte sich Truntschka mit einer gezielten Ernährung und ihrem Einfluss auf Leistungsfähigkeit, Immunsystem (Krankheit bedeutet Trainingsausfall) und Konzentration. Nach seinem Rückzug aus dem Profisport 1994 erarbeitete er zusammen mit Ernährungswissenschaftlern ein Vitalstoffkonzentrat aus etwa 70 Lebensmitteln auf Basis von Obst, Gemüse und Kräutern sowie pflanzlichen Ölen als Nahrungsergänzungsmittel. 1999 gründete er die Firma LaVita zur Herstellung und Vermarktung des gleichnamigen Produkts und leitet seither, zusammen mit seiner Frau, das Familienunternehmen mit Sitz in Kumhausen (Niederbayern).
Fachleute halten der Einnahme von LaVita – wie anderen Nahrungsergänzungsmitteln – entgegen, dass sie bei ausgewogener Ernährung, die auch Obst und Gemüse beinhaltet, in der Regel unnötig ist, und raten nur in bestimmten Fällen zu Nahrungsergänzungsmitteln. Auch liegt die Konzentration der in LaVita enthaltenen Vitamine und Mineralstoffe zum Teil weit über den europäischen und amerikanischen Referenzwerten für die tägliche Vitalstoff-Zufuhr.

## Familiäres
Sein jüngerer Bruder Bernd war ebenfalls Eishockeyprofi sowie Nationalspieler und spielte mit ihm und „Didi“ Hegen bei der Düsseldorfer EG in einer Sturmreihe. Sein Neffe Nico Krämmer ist ebenfalls Eishockeyspieler.